# To the Public Danger
Pour plus de détails, voir Fiche technique et Distribution.
To the Public Danger est un film britannique réalisé par Terence Fisher, sorti en 1948.

## Synopsis
Moyen-métrage destiné à montrer les méfaits de l'alcoolisme au volant.

## Fiche technique
- Titre original : To the Public Danger
- Réalisation : Terence Fisher
- Scénario : T.J. Morrison, Arthur Reid, d'après la pièce de Patrick Hamilton
- Direction artistique : Don Russell (en)
- Décors : Ken Sharp
- Costumes : Violet Beaumont
- Photographie : Harry Waxman, Roy Fogwell
- Son : W. Anson Howell
- Montage : Graeme Hamilton
- Musique : Doreen Carwithen
- Production : John Croydon
- Société de production : Production Facilities
- Société de distribution : General Film Distributors
- Pays d'origine :  Royaume-Uni
- Langue originale : anglais
- Format : Noir et blanc — 35 mm — 1,37:1 — son mono
- Genre : Film dramatique
- Durée : 44 minutes
- Dates de sortie : États-Unis : septembre 1948

## Distribution
- Dermot Walsh : Capitaine Cole
- Susan Shaw : Nancy Bedford
- Barry Letts : Fred Lane
- Roy Plomley : Reggie
- Frederick Piper : le paysan
- Betty Ann Davies : barmaid
- Patricia Hayes : receveuse des postes
- John Lorrell : sergent de police
- Sydney Bromley : patron du bar
- Patience Rentoul : femme du paysan
- Sam Kydd : le conducteur